# Romano di Auxerre
Romano (... – Auxerre, 6 ottobre VI secolo) è stato vescovo di Auxerre nella seconda metà del VI secolo. È venerato come santo dalla Chiesa cattolica.

## Biografia
La diocesi di Auxerre conserva un antico testo, le Gesta pontificum Autissiodorensium, databile alla fine del IX secolo e composto sullo stile del Liber pontificalis della Chiesa di Roma, nel quale Romano compare al 17º posto nella lista dei vescovi di questa antica diocesi, tra i vescovi Eleuterio e Eterio. 
Non si conoscono documenti coevi del suo episcopato, che si deve collocare tra il 549, anno in cui è documentato per l'ultima volta il predecessore Eleuterio, e il 561, anno in cui, secondo Duchesne, sarebbe diventato vescovo il suo secondo successore, sant'Aunacario; il suo episcopato è posto da Duchesne all'incirca negli anni 550-553. Altri autori invece lo collocano tra il 561 e il 564.
Secondo il racconto delle Gesta, Romano governò la Chiesa di Auxerre per 3 anni e 15 giorni, morì martire il 6 ottobre e fu sepolto nella chiesa di Saint-Germain d'Auxerre. La maggior parte degli autori ritiene improbabile la morte per martirio, forse si trattò di un semplice assassinio. Il martirologio geronimiano ignora questo aspetto della sua morte.
L'odierno Martirologio Romano, riformato a norma dei decreti del concilio Vaticano II, fa memoria del santo vescovo il 6 ottobre con queste parole: